# Clupeomorpha
A Clupeomorpha a csontos halak (Osteichthyes) főosztályába és a sugarasúszójú halak (Actinopterygii) osztályába tartozó öregrend.

## Rendszerezés
Az öregrendbe az alábbi 1 élő rend és 1 fosszilis rend tartozik:
- heringalakúak (Clupeiformes) Goodrich, 1909
- †Ellimmichthyiformes Grande, 1985

Incertae sedis - a fenti rendeken kívül az alábbi nemek is ebbe az öregrendbe tartoznak, azonban még nincsenek rendbe besorolva:
- †Foreyclupea Vernygora et al., 2016
- †Leufuichthys
- †Ranulfoichthys Alvarado-Ortega, 2014
- †Scutatuspinosus Silva Santos & Corréa, 1985